# LG PC 그램

로고

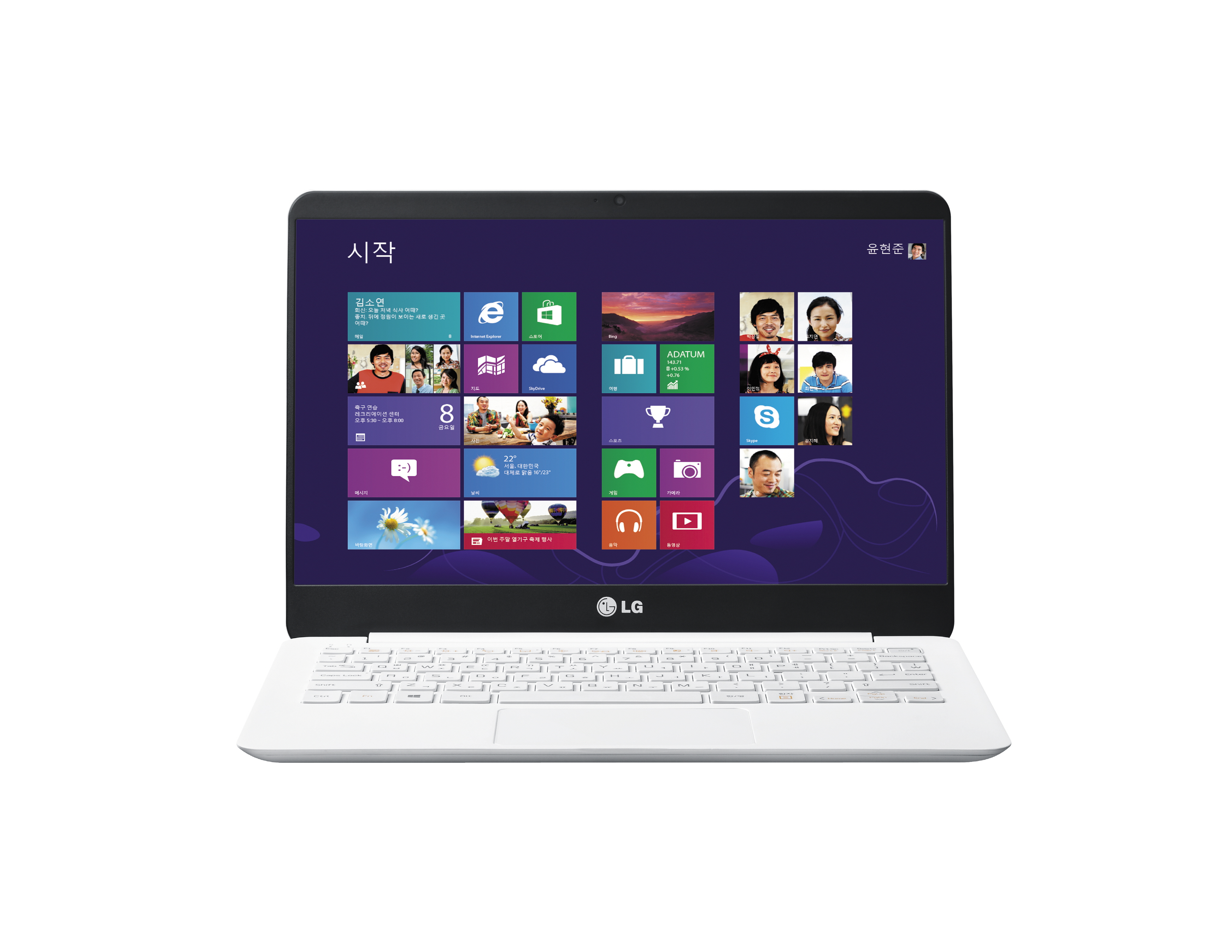

LG PC 그램(Gram)은 LG전자에서 개발한 'Z930'의 후속 제품으로 2014년 1월에 출시된 초기 제품 'Z940'기준 13.3 디스플레이에 무게가 이름 그대로 1kg도 안 되는 980그램(g)의 노트북이다. 2015년에는 14인치, 2016년에는 15.6인치까지의 화면크기 상승에도 980g 경량화의 성공하였다. 14인치 출시 당시 한국기록원으로부터 국내에서 판매되는 14형 노트북 가운데 가장 가벼운 노트북으로, 15인치는 세계 시장에서 판매되는 같은 크기의 노트북 중 가장 가볍다고 인증받았다. 980g이라는 무게는 LG전자의 브랜드인 동시에, 최대값이기 때문에 실제로 그램의 무게는 980g보다 가볍다. 이로 인해 한때 LG의 ‘겸손한 마케팅’ 이 유행하기도 했다.

## 역사

### 13인치 그램
2013년 LG전자가 출시한 'Z930'의 후속 제품인 'Z940 그램'은 이전 제품인 'Z930'와 13.3인치라는 동일한 디스플레이를 유지하면서 화면 표시 데이터 케이블을 기존 화면 옆이 아닌 위로 가도록 설계해 화면 베젤을 줄여 11인치 노트북과 비슷한 정도로 크기를 줄였다. Z940 그램‘은 980g이라는 1kg도 안 되는 가벼운 무게로 출시되었는데, 4세대 인텔 코어 하스웰 프로세서를 탑재함으로써 성능까지 잡았다. 대표적으로 인텔 하스웰 i3, i5, i7 프로세서의 성능으로 구분된다.

### 14인치 그램
LG전자는 2015년 1월 ‘그램 14‘를 출시하였다. LG전자의 ‘그램 14’의 무게는 980g으로 한국기록원에 따르면 당시 국내 14형대 노트북 가운데 가장 가볍다. 전작 13.3형에 비해 화면은 더 커졌지만 무게는 물론, 13.4밀리미터(mm)의 두께까지도 그대로 유지해 ‘그램’ 시리즈의 디자인도 그대로 적용하였다. 외형 커버에는 항공기에 쓰이는 카본마그네슘, 리튬마그네슘 등 신소재가 적용됐다. LG전자는 신소재 기술을 활용해 제품 무게를 줄이고 내구성은 높였으며, ‘그램 14’에 최신 인텔 5세대 CPU ‘코어 i7’를 탑재해 그래픽 성능을 4세대 CPU 대비 20% 이상 높였다.

### 15인치 그램
2016년 1월 LG전자는 그램 15를 출시하였다. LG전자는 더 가볍고 더 작은 ‘그램 15’를 만들기 위해 LG디스플레이와 협업해 베젤 두께를 약 30%나 줄인 슈퍼슬림 베젤을 적용했다. 그 결과, 14인치대 크기의 노트북 사이즈에 15.6인치 대화면을 담아냈다. 또한 제품 라벨 스티커 대신 레이저 각인을 새김으로서 줄인 0.2g, 용량은 유지하면서 무게는 적은 고밀도 배터리의 개발로 인한 7g등 수많은 노력들로 무게를 980g으로 유지하였다. 또한 그램 15’는 그래픽 성능이 한층 좋아진 인텔 6세대 CPU를 적용함으로써 성능도 유지하였다. 15인치 이상의 대형 노트북은 고성능에 큰 화면을 가지고 있어서 데스크 노트라 명칭 되는데, 무게가 많이 나가기 때문에 휴대가 불편하다는 특징이 있다. LG 그램 15는 15.6인치의 대형 화면을 장착하면서 무게는 1kg도 안 되는 980g을 유지함으로써 그 고정관념을 깨버렸다.

### 16인치 그램
16인치 그램은 2021년도에 출시했으며 15인치와 17인치의 중간이다.

### 그램 스타일
그램 스타일은 2023년 1월에 출시된 그램은 10주년 기념 모델이다.

#### 그램 뉴진스 에디션
그램과 뉴진스가 콜라보하여 출시된 200대 한정판 모델이다. 2월 1일 저녁 8시에 LG전자 라이브로 구매할 수 있었다.

## 제원
| 시리즈     | 그램 13 | 그램 13 | 그램 13 | 그램 14 | 그램 14 | 그램 14 | 그램 15                                                   | 그램 15                                                                | 그램 15                                                                |
| 모델명     | 13ZD940-GH30K                                                                                               | 13ZD940-GH50K                                                                                               | 13ZD940-GH70K                                                                                               | 14Z950-GT30K                                                                                                | 14Z950-GT50K                                                                                                | 14Z950-GT70K                                                                                                | 15Z960-GR30K                                              | 15Z960-GA50K                                                           | 15Z960-GA70K                                                           |
| 디스플레이 | IPS Full HD LED Display (33.7cm)                                                                            | IPS Full HD LED Display (33.7cm)                                                                            | IPS Full HD LED Display (33.7cm)                                                                            | IPS Full HD LED Display (35.5cm)                                                                            | IPS Full HD LED Display (35.5cm)                                                                            | IPS Full HD LED Display (35.5cm)                                                                            | IPS Full HD15.6″(39.6cm) LED                              | IPS Full HD15.6″(39.6cm) LED                                           | IPS Full HD15.6″(39.6cm) LED                                           |
| 해상도     | 1920×1080                                                                                                   | 1920×1080                                                                                                   | 1920×1080                                                                                                   | 1920×1080                                                                                                   | 1920×1080                                                                                                   | 1920×1080                                                                                                   | 1920×1080                                                 | 1920×1080                                                              | 1920×1080                                                              |
| CPU        | 4세대 인텔 코어 i3-4005U 프로세서                                                                           | 4세대 인텔 코어 i5-4200U 프로세서                                                                           | 4세대 인텔 코어 i7-4005U 프로세서                                                                           | 5세대 인텔 코어 i3-5005U 프로세서                                                                           | 5세대 인텔 코어 i5-5200U 프로세서                                                                           | 5세대 인텔 코어 i7-5500U 프로세서                                                                           | 6세대 Corei3 프로세서 6100U(3MB캐시, 2.3GHz)              | 6세대 Core i5 프로세서 6200U (3MB 캐시, 2.3GHz, 터보부스트최대 2.8GHz) | 6세대 Core i7 프로세서 6500U (4MB 캐시, 2.5GHz, 터보부스트최대 3.1GHz) |
| 메모리     | 4GB DDR3L 1600                                                                                              | 4GB DDR3L 1600                                                                                              | 4GB DDR3L 1600                                                                                              | 4GB DDR3L 1600                                                                                              | 4GB DDR3L 1600                                                                                              | 4GB DDR3L 1600                                                                                              | 4GB DDR3L 1600                                            | 4GB DDR3L 1600                                                         | 4GB DDR3L 1600                                                         |
| 그래픽     | Intel HD Graphics 4400                                                                                      | Intel HD Graphics 4400                                                                                      | Intel HD Graphics 4400                                                                                      | Intel HD Graphics 5500                                                                                      | Intel HD Graphics 5500                                                                                      | Intel HD Graphics 5500                                                                                      | Intel HD Graphics 520                                     | Intel HD Graphics 520                                                  | Intel HD Graphics 520                                                  |
| 저장장치   | SSD128GB | SSD128GB | SSD128GB | SSD128GB | SSD128GB | SSD256GB | SSD180GB                                                  | SSD180GB                                                               | SSD512GB                                                               |
| 연결포트   | HP Out, Internal Mic, USB 3.0(x2 1 port는 급속/휴면 충전기능 포함), HDMI, Mini USB(RJ45 LAN 젠더포함) DC-in | HP Out, Internal Mic, USB 3.0(x2 1 port는 급속/휴면 충전기능 포함), HDMI, Mini USB(RJ45 LAN 젠더포함) DC-in | HP Out, Internal Mic, USB 3.0(x2 1 port는 급속/휴면 충전기능 포함), HDMI, Mini USB(RJ45 LAN 젠더포함) DC-in | 헤드폰 출력, 내장 마이크, USB 3.0(x2 1 port는 급속/휴면 충전기능 포함), HDMI, MICRO USB(랜젠더 겸용), DC-in | 헤드폰 출력, 내장 마이크, USB 3.0(x2 1 port는 급속/휴면 충전기능 포함), HDMI, MICRO USB(랜젠더 겸용), DC-in | 헤드폰 출력, 내장 마이크, USB 3.0(x2 1 port는 급속/휴면 충전기능 포함), HDMI, MICRO USB(랜젠더 겸용), DC-in | USB 타입-Cx1, USB 3.0×2, USB 2.0×1, 표준 HDMIx1, 켄싱턴락 | USB 타입-Cx1, USB 3.0×2, USB 2.0×1, 표준 HDMIx1, 켄싱턴락              | USB 타입-Cx1, USB 3.0×2, USB 2.0×1, 표준 HDMIx1, 켄싱턴락              |
| 무선랜     | 인텔 7260 802.11 ac(2*2) 최대 867 Mbps (agn호환)                                                            | 인텔 7260 802.11 ac(2*2) 최대 867 Mbps (agn호환)                                                            | 인텔 7260 802.11 ac(2*2) 최대 867 Mbps (agn호환)                                                            | 인텔 7260 802.11 ac(2*2) 최대 867 Mbps (agn호환)                                                            | 인텔 7260 802.11 ac(2*2) 최대 867 Mbps (agn호환)                                                            | 인텔 7260 802.11 ac(2*2) 최대 867 Mbps (agn호환)                                                            | 인텔 7260 802.11 ac(2*2) 최대 867 Mbps (agn호환)          | 인텔 7260 802.11 ac(2*2) 최대 867 Mbps (agn호환)                       | 인텔 7260 802.11 ac(2*2) 최대 867 Mbps (agn호환)                       |
| 무게       | 980그램 | 980그램 | 980그램 | 980그램 | 980그램 | 980그램 | 980그램                                                   | 980그램                                                                | 980그램                                                                |
| 컬러       | 스노우화이트                                                                                                | 스노우화이트                                                                                                | 스노우화이트                                                                                                | 스노우화이트                                                                                                | 스노우화이트                                                                                                | 스노우화이트                                                                                                | 스노우화이트                                              | 스노우화이트                                                           | 스노우화이트                                                           |
| 출시일     | 2013/01 | 2013/01 | 2013/01 | 2014/01 | 2014/01 | 2014/01 | 2016/01                                                   | 2016/01                                                                | 2016/01                                                                |

## 디자인
‘그램13‘ 은 13.6밀리미터(mm)의 두께와 좌우 4.4mm의 베젤로 슬림한 디자인이다. 그리고 실버, 핑크, 블루, 화이트 등 다양한 색상의 마그네슘 소재로 견고하고 고급스러운 느낌을 더했다. 이후 ‘그램14‘는 13.4밀리미터(mm)의 두께, ’그램 15는‘ 16.8mm의 두께로 슬림한 디자인을 유지했다. 그리고 ’그램14’때 원래 상단에 있던 LG로고를 중앙으로 옮겼다가 ‘그램 15’에서 다시 상단으로 LG로고의 위치를 옮겼다.

## 논란

### 세로줄 논란
‘그램 13‘ 출시 당시 일부 사용자들 사이에서 디스플레이에 줄이 생기는 세로줄 현상이 발생하였는데, 출시 후 논란이 끊이지 않자 LG는 2월 이후 출시된 제품부터 세로줄 현상을 개선했다고 한다.

### 하판 문제 논란
‘그램 14‘출시 당시 지나치게 얇게 만들다 보니 간혹 하판이 살짝 뒤틀리는 증상이 나타났다. 이 문제가 공론화되지는 않았지만 사용자 사이에서는 바닥에 노트북을 내려놓으면 수평이 맞지 않아 타이핑할 때 흔들거린다고 불만을 토로하는 이들이 많았다고 한다. 실제 AS센터에서는 “14인치 ‘그램(모델명 14Z950-GT70K)’의 하판을 레이저로 가공하다 보니 한 쪽 면에 흔들림이 있다”며 “14Z950 모델의 경우 수평을 맞출 수 있도록 바닥 고무가 좀 더 높은 게 추가로 나왔다”고 말했다.

### 무선랜 문제 논란
'그램 15 2018' 모델에 외장하드를 연결하면 무선랜이 먹통이되거나 핑이 튀는 현상이 있다고 한다. 이벤트 뷰어에 오류도 누적된다.

## 사진

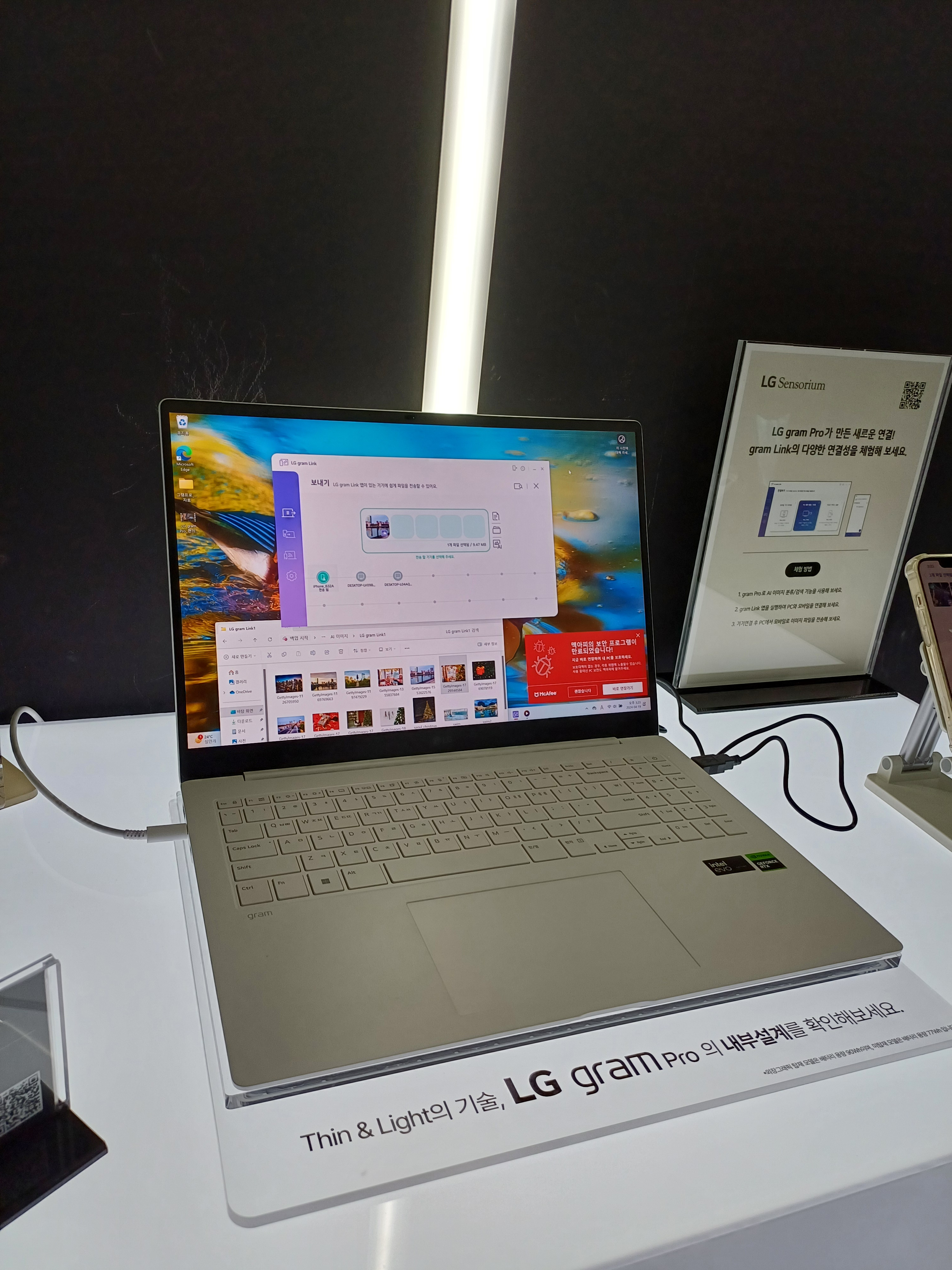
PC 그램 PRO